# Firmin Girard
Firmin Marie François Girard, detto Firmin-Girard (Poncin, 29 maggio 1838 – Montluçon, 8 gennaio 1921), è stato un pittore francese.

## Biografia
Dipinse soggetti storici, religiosi, ritratti, paesaggi e scene di genere, dopo aver studiato all'École des Beaux-Arts de Parigi. Molto apprezzato alla sua epoca, conseguì numerosi riconoscimenti, adottando uno stile realista con tratti tardo impressionistici.
Dal 1859 venne escluso dal Salón di Parigi, ma continuò l'attività espositiva presso il Salon des artistes français.
Sue opere sono presenti in collezioni private e musei internazionali, tra cui il Museo d'Orsay a Parigi.

## Galleria d'immagini

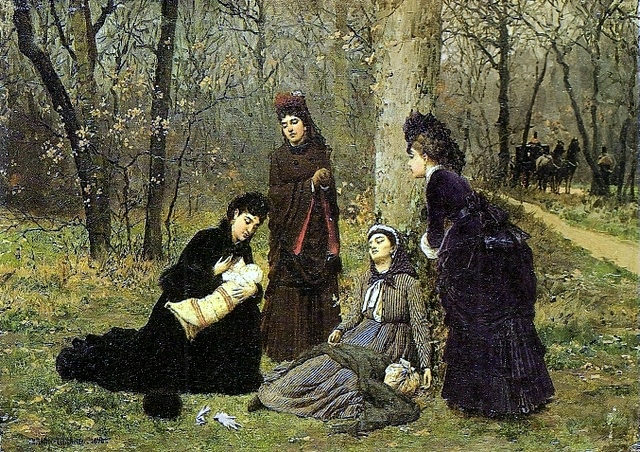
Charité
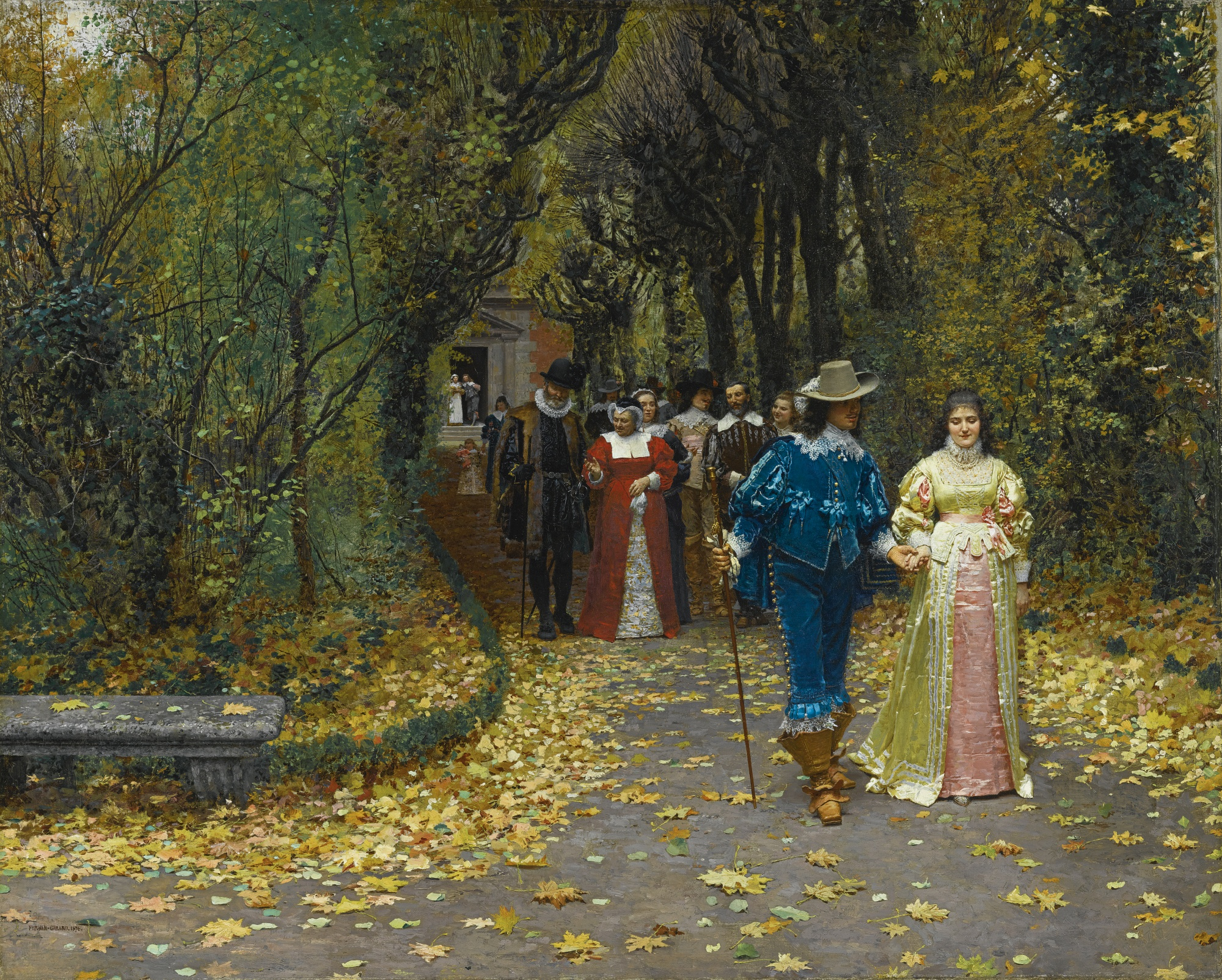
Les fiancés